# Schistochilopsis opacifolia
Schistochilopsis opacifolia là một loài rêu tản trong họ Jungermanniaceae. Loài này được (Culm.) Konstantinova miêu tả khoa học lần đầu tiên năm 1994.